# シンプレクティック同相写像
数学では、シンプレクティック同相(symplectomorphism)（あるいは、シンプレクティック写像(symplectic map)とも言う）は、シンプレクティック多様体のカテゴリでの同型のことを言う。古典力学では、シンプレクティック同相は、体積保存する写像で、相空間のシンプレクティック構造を保存する相空間の間の写像変換である。古典力学では正準変換と呼ばれる。

## 従来の記述
{\displaystyle \,(M_{1},\omega _{1}),(M_{2},\omega _{2})\,}を
シンプレクティック多様体であるとする。
{\displaystyle \,(M_{1},\omega _{1})\,}と{\displaystyle \,(M_{2},\omega _{2})\,}とが
シンプレクティック同相であるとは、{\displaystyle M_{1}} から {\displaystyle M_{2}}への
微分同相写像 {\displaystyle \,\phi :M_{1}\to M_{2}\,} が存在して、
{\displaystyle \,\phi ^{*}\omega _{2}=\omega _{1}\,}
を満たすことをいう。
ここで、{\displaystyle \,\phi ^{*}\omega _{2}\,}は{\displaystyle \,\omega _{2}\,}の{\displaystyle \,\phi \,}による引き戻しを表す。
このとき、{\displaystyle \,\phi \,}を{\displaystyle M_{1}}から{\displaystyle M_{2}}への
シンプレクティック同相写像、もしくは、正準変換という。

### 例
{\displaystyle \,(M,\omega )\,}をシンプレクティック多様体とし、
{\displaystyle \,f\,}をその上の滑らかな関数であるとする。
{\displaystyle \,f\,}が定めるハミルトンベクトル場{\displaystyle \,X_{f}\,}の
フローを{\displaystyle \,\{\phi _{t}\}_{t\in \mathbb {R} }\,}とする。
つまり、{\displaystyle \,p\in M\,}に対して、{\displaystyle \,\{\phi _{t}(p)\}_{t\in \mathbb {R} }\,}は {\displaystyle \,M\,} 上の微分方程式
{\displaystyle \,{\dot {c}}=X_{f},\,\,c(0)=p\,}
の解である。このとき、各{\displaystyle \,t\in \mathbb {R} \,}に対して、
{\displaystyle \,\phi _{t}:M\to M\,}は {\displaystyle \,M\,} 上のシンプレクティック同相写像となる。
このように、シンプレクティック同相写像{\displaystyle \,\psi \,}に対して、関数{\displaystyle \,f\,}が存在して、
{\displaystyle \,f\,}が定めるハミルトンベクトル場{\displaystyle \,X_{f}\,}のフロー
{\displaystyle \,\{\phi _{t}\}\,}を用いて、{\displaystyle \,\psi =\phi _{1}\,}と書けるとき、
{\displaystyle \,\psi \,}を完全シンプレクティック同相写像、または
ハミルトニアン同相写像という。

## 定義
2つのシンプレクティック多様体の間の微分同相 {\displaystyle f:(M,\omega )\rightarrow (N,\omega ')} が、
{\displaystyle f^{*}\omega '=\omega ,}
を満たすとき、シンプレクティック同相という。ここに {\displaystyle f^{*}} は、{\displaystyle f} の引き戻し(pullback)である。{\displaystyle M} から {\displaystyle M} へのシンプレクティック同相は、擬群であり、シンプレクティック群を呼ばれる。（以下を参照）
シンプレクティック同相の無限小バージョンは、シンプレクティックベクトル場を与える。ベクトル場 {\displaystyle X\in \Gamma ^{\infty }(TM)} がシンプレクティックとは、
{\displaystyle {\mathcal {L}}_{X}\omega =0.}
のときを言う。また、{\displaystyle X} がシンプレクティックと、{\displaystyle X} のすべての {\displaystyle t} についてフロー {\displaystyle \phi _{t}:M\rightarrow M} がシンプレクティックとは同値である。
これらのベクトル場は、 {\displaystyle \Gamma ^{\infty }(TM)} リー部分代数を形成する。

シンプレクティック同相の例としては、古典力学や理論物理学の正準変換があり、任意のハミルトニアンに付随したフローと多様体の微分同相写像から引き起こされた余接バンドルがあり、余随伴軌道の上のリー群の元である余随伴作用を持っている。

## フロー
シンプレクティック多様体の任意の滑らかな函数は、定義より、ハミルトンベクトル場とシンプレクティックベクトル場のすべての（シンプレクティックな）部分代数の集合を与える。シンプレクティックベクトル場のフローを構成することが、シンプレクティック同相である。シンプレクティック同相は、シンプレクティック 2-形式を保存するので、従って、シンプレクティック体積形式も保存し、ハミルトン力学のリウヴィルの定理が成り立つ。ハミルトンベクトル場から導出されたシンプレクティック同相は、はハミルトニアンシンプレクティック同相として知られている。
{\displaystyle 1=\{H,H\}=X_{H}(H)=0} であるので、ハミルトンベクトル場のフローも H を保存する。物理学では、これをエネルギーの保存則と解釈する。
連結なシンプレクティック多様体の第一ベッチ数がゼロであれば、シンプレクティックとハミルトンベクトル場は一致するので、シンプレクティック同相のハミルトン等方性(Hamiltonian isotopy)とシンプレクティック等方性(symplectic isotopy)の考え方は一致する。
ハミルトン力学のフローとしての測地線は測地線の方程式がハミルトンフローを定式化していると見ることができる。

## ハミルトン同相、シンプレクティック同相の群
多様体から自分自身の上へのシンプレクティック同相は無限次元の擬群(pseudogroup)を形成する。対応するリー代数はシンプレクティックベクトル場からなる。
ハミルトンシンプレクティック同相は、この部分群を形成し、リー群はハミルトンベクトル場からなる。後者は定数を除外して、ポアソン括弧に関して多様体上の滑らかな函数のリー代数に同型である。
{\displaystyle (M,\omega )} のハミルトンシンプレクティック同相の群は、{\displaystyle \mathop {\rm {Ham}} (M,\omega )} と書かれることもある。
ハミルトンシンプレクティック同相群は、オーガスティン・バンヤガ(Augustin Banyaga)の定理により、単純(simple)である。それらはホーファーのノルムにより、自然な幾何学を持っている。ある単純なシンプレクティック 4次元多様体のシンプレクティック同相群のホモトピータイプは、擬正則曲線(pseudoholomorphic curve)のミハイル・グロモフ(Mikhail Gromov)の理論を使い計算することができる。

## リーマン幾何学との比較
リーマン多様体とは異なり、シンプレクティック多様体は非常にリジッド(rigid)というわけではない。ダルブーの定理は、同じ次元のすべてのシンプレクティック多様体は局所的に等長(isometric)であることを言っている。これに対して、リーマン幾何学の等長は、リーマン多様体の局所不変量であるリーマン曲率テンソルを保存せねばならない。さらに、シンプレクティック多様体上の任意の函数 H はハミルトンベクトル場 XH を定義し、ハミルトン微分同相の一径数群をべきとして持っている。このことからシンプレクティック同相群は常に非常に大きく、無限次元である。他方、リーマン多様体の等長(isometric)群は、常に（有限次元の）リー群である。さらに、大きな対称群を持つリーマン多様体は非常に特別であり、生成するリーマン多様体の対称性は非自明である。

## 量子化
ヒルベルト空間上の（一般には {\displaystyle \hbar }-変換した後の）シンプレクティック同相群の有限次元部分群の表現は、量子化と呼ばれる。リー群がハミルトニアンによって定義されているとき、「エネルギーによる量子化」と呼ばれる。リー代数から連続した線型作用素への対応する作用素のことも、ときには量子化と呼ぶこともある。このことは、さらに一般的に共通な物理学的な見方である。ワイルの量子化(Weyl quantization)や幾何学的量子化(geometric quantization)や非可換幾何学を参照。

## アーノルド予想
ウラジーミル・アーノルドの優れた予想であるアーノルド予想は、（M が閉多様体の場合に）M 上のハミルトンシンプレクティック同相写像 ƒ の固定点の極値の個数をモース理論に関連付ける予想である。さらに詳しくは、アーノルド予想は、ƒ は少なくとも M 上の滑らかな函数が持つべき臨界点(critical point)個数と同じ個数の極値を持つであろうという予想である。（少なくとも 2 という限られた有限個数の場合には、モース函数として、一般的に知られている。）
アーノルドとアレクサンダー・ギベンタール(Alexander Givental)の名前にちなんだアーノルド・ギベンタール予想
は、これから従うことが知られている。この予想は、ラグラジアン部分多様体に関する予想であり、多くの場合に、シンプレクティックなフレアーホモロジーを構成することで、証明されている。